# Liste des îles subantarctiques

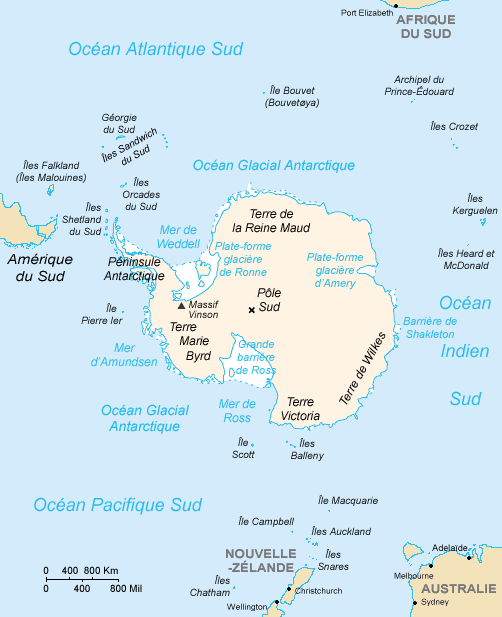
Carte centrée sur l'Antarctique donnant la position de la plupart des îles subantarctiques

Une île subantarctique est, en géographie, une île située à l'extrême sud des océans, mais néanmoins plus au nord que la latitude 60° S.

## Généralités
Les îles subantarctiques sont situées au sud des océans Atlantique, Indien et Pacifique, à des latitudes équivalentes ou plus méridionales que les caps terminant les continents américain (cap Froward, 53° 56′ S, 71° 20′ O), africain (cap des Aiguilles, 34° 49′ S, 20° 00′ E) et australien (péninsule Wilson, 39° 08′ S, 146° 22′ E), mais néanmoins plus au nord que le parallèle de 60° de latitude Sud.
Situées en dehors de l'océan Antarctique, les îles subantarctiques ne sont pas concernées par le traité sur l'Antarctique : l'existence d'une souveraineté nationale y est admise par la communauté internationale (même si elle peut parfois faire l'objet de différends entre plusieurs États).
Le climat de ces îles est très venteux, frais à froid selon la latitude mais pas polaire. La mer y reste libre en permanence. Elles hébergent pour la plupart de grandes colonies d'oiseaux et de mammifères marins. Si on excepte les îles Malouines, un peu moins de 3 000 habitants, Tristan da Cunha (environ 300 habitants) ainsi que Tim et Pauline Carr, le couple de conservateurs/gardiens du musée de la Géorgie du Sud, à Grytviken, elles n'ont pas de population permanente et leurs seuls habitants sont des chercheurs.

## Liste
Les îles Saint-Paul et Amsterdam (France) et l'archipel Tristan da Cunha (Royaume-Uni) ne sont pas toujours considérées comme subantarctiques en raison de leurs latitudes plus élevées et du climat assez doux qui y règne. Cependant la faune de ces îles fait clairement partie du système subantarctique.
Bien qu'elles ne soient habituellement pas répertoriées parmi les îles sub-antarctiques, l'archipel de la Terre de Feu à la pointe extrême de l'Amérique du Sud, partagé entre le Chili et l'Argentine, ainsi que l'île Stewart au sud de la Nouvelle-Zélande présentent les caractéristiques de territoires sub-antarctiques.
Dans une moindre mesure, la Tasmanie au sud de l'Australie et l'île du Sud en Nouvelle-Zélande sont également partiellement concernées.
Ces réserves mises à part, voici une liste des îles et archipels subantarctiques, de l'Ouest vers l'Est :
| Nom                          | Océan      | Souveraineté     | Superficie (km²) | Coordonnées           |
| ---------------------------- | ---------- | ---------------- | ---------------- | --------------------- |
| Îles Diego Ramirez           | Pacifique  | Chili            | 2                | 56° 30′ S, 68° 43′ O  |
| Îles Malouines               | Atlantique | Royaume-Uni      | 12 173           | 51° 45′ S, 59° 00′ O  |
| Géorgie du Sud               | Atlantique | Royaume-Uni      | 3 755            | 54° 18′ S, 36° 45′ O  |
| Îles Sandwich du Sud         | Atlantique | Royaume-Uni      | 310              | 57° 48′ S, 27° 00′ O  |
| Archipel Tristan da Cunha    | Atlantique | Royaume-Uni      | 201              | 37° 08′ S, 12° 28′ O  |
| Île Bouvet                   | Atlantique | Norvège          | 59               | 54° 26′ S, 3° 24′ O   |
| Archipel du Prince-Édouard   | Indien     | Afrique du Sud   | 335              | 46° 50′ S, 37° 05′ E  |
| Archipel des Crozet          | Indien     | France           | 348              | 46° 25′ S, 51° 00′ E  |
| Archipel des Kerguelen       | Indien     | France           | 7 215            | 49° 00′ S, 69° 00′ E  |
| Îles Heard-et-MacDonald      | Indien     | Australie        | 412              | 53° 06′ S, 72° 31′ E  |
| Îles Saint-Paul et Amsterdam | Indien     | France           | 92               | 37° 50′ S, 77° 31′ E  |
| Île Macquarie                | Pacifique  | Australie        | 128              | 54° 30′ S, 158° 57′ E |
| Îles Auckland                | Pacifique  | Nouvelle-Zélande | 510              | 50° 45′ S, 166° 00′ E |
| Les Snares                   | Pacifique  | Nouvelle-Zélande | 4                | 48° 01′ S, 166° 36′ E |
| Île Campbell                 | Pacifique  | Nouvelle-Zélande | 115              | 52° 32′ S, 169° 05′ E |
| Îles Antipodes               | Pacifique  | Nouvelle-Zélande | 62               | 49° 41′ S, 178° 48′ E |
| Îles Bounty                  | Pacifique  | Nouvelle-Zélande | 1                | 47° 42′ S, 179° 04′ E |